# Liste des longs métrages algériens proposés à l'Oscar du meilleur film international
Cet article présente la liste des longs métrages algériens proposés à l'Oscar du meilleur film international depuis 1970, lors de la 42e cérémonie des Oscars. L'Algérie a ainsi proposé dix-sept films pour concourir dans cette catégorie ; parmi eux, cinq ont obtenu des nominations aux Oscars dont un seul, Z (1970), a remporté le prix.
L'Academy of Motion Picture Arts and Sciences (AMPAS) qui remet les Oscars du cinéma invite depuis 1957 les industries cinématographiques de tous les pays du monde à proposer le meilleur film de l'année pour concourir à l'Oscar du meilleur film en langue étrangère (autre que l'anglais). Le comité du prix supervise le processus et valide les films soumis. Par la suite, un vote à bulletin secret détermine les cinq nommés dans la catégorie, avant que le film lauréat ne soit élu par l'ensemble des membres de l'AMPAS, et que l'Oscar ne soit décerné lors de la cérémonie annuelle.

## Films proposés par l'Algérie
| Année (Cérémonie) | Titre français                 | Titre original                | Langue(s)                | Réalisateur             | Résultat         |
| ----------------- | ------------------------------ | ----------------------------- | ------------------------ | ----------------------- | ---------------- |
| 1970 (42e)        | Z                              |                               | français, russe, anglais | Costa-Gavras            | Remporte l'Oscar |
| 1976 (48e)        | Chronique des années de braise | وقائع سنين الجمر              | arabe, français          | Mohammed Lakhdar-Hamina | Non nommé        |
| 1983 (55e)        | Vent de sable                  | رياح رملية                    | français                 | Mohammed Lakhdar-Hamina | Non nommé        |
| 1984 (56e)        | Le Bal                         | Ballando, ballando            | muet                     | Ettore Scola            | Nommé            |
| 1988 (60e)        | La Dernière Image              | الصور الأخير                  | français                 | Mohammed Lakhdar-Hamina | Non nommé        |
| 1992 (64e)        | Cheb                           |                               | français                 | Rachid Bouchareb        | Non nommé        |
| 1995 (67e)        | Automne, octobre à Alger       | خريف: أكتوبر بالجزائر العاصمة | arabe                    | Malik Lakhdar-Hamina    | Non nommé        |
| 1996 (68e)        | Poussières de vie              |                               | français, vietnamien     | Rachid Bouchareb        | Nommé            |
| 1997 (69e)        | Salut cousin !                 |                               | arabe, français          | Merzak Allouache        | Non nommé        |
| 2001 (73e)        | Little Senegal                 |                               | anglais, arabe, français | Rachid Bouchareb        | Non nommé        |
| 2002 (74e)        | Inch'Allah dimanche            |                               | arabe, français          | Yamina Benguigui        | Non nommé        |
| 2003 (75e)        | Rachida                        |                               | arabe                    | Yamina Bachir Chouikh   | Non nommé        |
| 2007 (79e)        | Indigènes                      | إنديجان                       | arabe, français          | Rachid Bouchareb        | Nommé            |
| 2009 (81e)        | Mascarades                     | مسخرة                         | arabe                    | Lyes Salem              | Non nommé        |
| 2010 (82e)        | London River                   |                               | anglais, français        | Rachid Bouchareb        | Disqualifié      |
| 2011 (83e)        | Hors-la-loi                    |                               | arabe, français          | Rachid Bouchareb        | Nommé            |
| 2013 (85e)        | Zabana !                       | زبانة                         | arabe, français          | Saïd Ould Khelifa       | Non nommé        |
| 2016 (88e)        | Crépuscule des ombres          | غروب الظلال                   | arabe                    | Mohammed Lakhdar-Hamina | Non nommé        |
| 2017 (89e)        | Le Puits                       | البئر                         | arabe, français          | Lotfi Bouchouchi        | Non nommé        |
| 2018 (90e)        | La Route d'Istanbul            |                               | français                 | Rachid Bouchareb        | Non nommé        |
| 2019 (91e)        | Jusqu'à la fin des temps       | إلى آخر الزمان                | arabe                    | Yasmine Chouikh         | Non nommé        |
| 2020 (92e)        | Papicha                        | بابيشة                        | arabe, français          | Mounia Meddour          | Non nommé        |
| 2022 (94e)        | Héliopolis,                    | هليوبوليس                     | arabe, français          | Djaâfar Gacem           | Non nommé        |
| 2023 (95e)        | Nos frangins                   |                               | français                 | Rachid Bouchareb        | Non nommé        |
| 2025 (97e)        | 196 Mètres                     | 196 مترا                      | arabe, français          | Chakib Taleb-Bendiab    | En attente       |